# تيري إيفانز (موسيقي)
تيري إيفانز (بالإنجليزية: Terry Evans)‏ هو موسيقي ومغني وكاتب أغاني وعازف قيثارة وملحن أمريكي، ولد في 14 أغسطس 1937 في فيكسبيرغ في الولايات المتحدة، وتوفي في 20 يناير 2018.

## وصلات خارجية
- الموقع الرسمي
- تيري إيفانز على موقع ميوزك برينز (الإنجليزية)
- تيري إيفانز على موقع أول ميوزيك (الإنجليزية)
- تيري إيفانز على موقع ديسكوغز (الإنجليزية)